# Manavamma
Manawamma (Mahalepa) fou rei d'Anuradhapura (Sri Lanka) del 691 al 726. Era fill de Kassapa II i s'havia casat amb Sangha, filla del ric i poderós raja de Malaya Rata. Va desenvolupar una gran amistat amb el rei indi anomenat Narasingha.
Manawamma amb el suport de Narasingha va reclutar un exèrcit mercenari a l'Índia i vers el 665 va envair Ceilan i va atacar Anuradhapura on regnava Dathopa Tissa II que es va haver de retirar-se davant de les forces superiors que l'atacaven. Però aviat Manawamma es va veure abandonat per una part dels seus soldats i va haver d'abandonar la persecució de Dathopa Tissa i retirar-se a través de la mar cap a l'Índia on va viure 27 anys a la cort del seu amic Narasingha (vers 665-691).
Va governar 35 anys en els que va dedicar especial atenció a l'educació construint nombroses pirivenes o escoles (Uturalamula, Vadumula, Kapugam, Dematahal, Alagiri, Satveliya i Uturu). També va construir un edifici terrassat anomenat Kappagama, un altre a Siri Sanghabodhi i un tercer al Thuparama que va cedir a la fraternitat Pansukulika. Va construir el vihara Sepauni i el Siriat Padhanarakkha. També va rehabilitar diversos edificis.
El Lankawistariyaye una obra singalesa escrita durant aquest període, esmenta Anuradhapura: " Temples i palaus els pinacles daurats dels quals brillen al cel, els carrers travessats per arcs amb banderes, els costats plens de sorra negre, i el mig esquitxat de blanc, i en cadascun dels costats gerros amb flors i els nínxols amb estàtues que portaven làmpades. Hi havia multitud d'homes armats amb espases i arcs i fletxes, elefants, cavalls, carros, i miríades de persones que passen i tornen a passar, malabaristes, ballarins, i músics de totes les nacions amb diversos instruments daurats. La distància des de la principal porta fins a la porta sud era de quatre gows (25.750 metres), i la mateixa distància des de la porta del nord fins a la porta del sud. Els principals carrers eren el carrer de la Lluna, el carrer Gran Rei, carrer Hinguruwak o carrer Mahawelli; el primer d'aquests carrers inclou onze mil cases, moltes de dos pisos d'alçada. Els carrers més petits són innombrables. El palau té gran nombre d'edificis variats, alguns d'ells de dos i tres pisos d'altura i amb plantes subterrànies de gran magnitud,
Manawamma va morir vell després de 35 anys de regnat i el va succeir el seu fill Aggabodhi V.